# バドミントン日本リーグ
バドミントン日本リーグ（バドミントンにほんリーグ）は、日本のバドミントンの実業団チーム対抗リーグ戦である。

## 歴史
- 1979年に第1回が開かれた。第13回（1991年）から2部制となった。
- 第6回大会のみ2複3単で行われている。
- 実業団チームの他、第1回、第2回大会には全日本学生選抜チーム、第3回と第4回大会には全・日本体育大学チームが出場している。
- 近年は毎年秋から年末にかけて開催されていたが、2015年度大会は10月末から翌年2月中旬にかけて行われた。
- 2016年度から1部リーグ名を「BADMINTON S/J LEAGUE」に変更する[1][2]。「バドミントン日本リーグ」は2部リーグの名称として行われていたが、2018-19シーズンから「S/J LEAGUE Ⅱ」と改められた。日本リーグの下部にあたる3部リーグとして「チャレンジリーグ」も設置されている。
- 最多優勝は、男子がNTT東日本の18回、女子が三洋電機の16回である。

## 大会概要
順位決定基準

①勝試合：1点、負試合：0点、棄権または没収試合：－1点

勝点合計が多いものより上位とする。

②勝点合計が2チーム以上同点の場合は、取得マッチ率の高いチームを上位とする。

③さらに同率の場合には、取得ゲーム率の高いほうを上位とする。

これでも決まらない場合は、全試合の取得ポイント総数と喪失ポイント総数を集計して、取得ポイント率の高いほうのチームを上位とする。

④さらに同率の場合は、次の方法で順位を決める。

2チームの場合は当事者同士の対戦で勝ったほうのチームを上位とする。

3チーム以上の場合は日本リーグ実行委員会が順位を決定する。

⑤いかなる場合にも順位決定のための特別な試合は行わない。

競技方法

①競技は現行の(公財)日本バドミントン協会競技規則により行う。

②2複、1単（ダブルス2試合+シングルス1試合）とする。

③選手は単､複を兼ねて出場できない。

④試合は複、単、複の順に行ない、オーダーはフリーとする。

その他

翌年度に入社する選手が内定選手として出場することがある。

## 歴代優勝・準優勝チーム（旧1部リーグ）
| 回 | 年度 | 男子                | 男子            | 女子         | 女子                |
| 回 | 年度 | 優勝                | 準優勝          | 優勝         | 準優勝              |
| -- | ---- | ------------------- | --------------- | ------------ | ------------------- |
| 37 | 2015 | 日本ユニシス        | トナミ運輸      | 日本ユニシス | 再春館製薬所        |
| 36 | 2014 | NTT東日本           | トナミ運輸      | NTT東日本    | 日本ユニシス        |
| 35 | 2013 | 日本ユニシス        | トナミ運輸      | 日本ユニシス | ルネサス            |
| 34 | 2012 | トナミ運輸          | 日本ユニシス    | ルネサス     | NTT東日本           |
| 33 | 2011 | トナミ運輸          | 日本ユニシス    | 日本ユニシス | ルネサス            |
| 32 | 2010 | 日本ユニシス        | トナミ運輸      | 日本ユニシス | 三洋電機            |
| 31 | 2009 | 日本ユニシス        | トナミ運輸      | 三洋電機     | NTT東日本           |
| 30 | 2008 | NTT東日本           | 日本ユニシス    | 三洋電機     | NEC SKY             |
| 29 | 2007 | NTT東日本           | トナミ運輸      | 三洋電機     | NEC九州             |
| 28 | 2006 | 日本ユニシス        | トナミ運輸      | 三洋電機     | ヨネックス          |
| 27 | 2005 | 日本ユニシス        | NTT東日本       | 三洋電機     | ヨネックス          |
| 26 | 2004 | トナミ運輸          | 日本ユニシス    | 三洋電機     | ヨネックス          |
| 25 | 2003 | トナミ運輸          | 日本ユニシス    | 三洋電機     | ヨネックス          |
| 24 | 2002 | トナミ運輸          | 日本ユニシス    | 三洋電機     | ヨネックス          |
| 23 | 2001 | トナミ運輸          | NTT東日本       | ヨネックス   | 三洋電機            |
| 22 | 2000 | YKK九州             | NTT東日本       | 三洋電機     | NEC九州             |
| 21 | 1999 | YKK九州             | トナミ運輸      | 三洋電機     | 三協アルミ          |
| 20 | 1998 | YKK九州             | NTT東京         | 三協アルミ   | 三洋電機            |
| 19 | 1997 | YKK九州             | NTT東京         | 三洋電機     | 三協アルミ          |
| 18 | 1996 | NTT東京             | トナミ運輸      | 三洋電機     | 三協アルミ          |
| 17 | 1995 | NTT東京             | 日本ユニシス    | 三洋電機     | 三協アルミ          |
| 16 | 1994 | NTT東京             | トナミ運輸      | サントリー   | 三協アルミ          |
| 15 | 1993 | NTT東京             | トナミ運輸      | サントリー   | 三洋電機            |
| 14 | 1992 | NTT東京             | NTT関西         | サントリー   | 三協アルミ          |
| 13 | 1991 | NTT東京             | トナミ運輸      | サントリー   | ヨネックス          |
| 12 | 1990 | NTT東京             | NTT北海道       | 三洋電機     | サントリー          |
| 11 | 1989 | NTT東京             | NTT関西         | サントリー   | 三洋電機            |
| 10 | 1988 | NTT東京             | トヨタ自動車    | 三洋電機     | ヨネックス          |
| 9  | 1987 | NTT東京             | ヨネックス      | ヨネックス   | 三洋電機            |
| 8  | 1986 | ヨネックス          | NTT東京         | 三洋電機     | 三協アルミ          |
| 7  | 1985 | NTT東京             | ヨネックス      | サントリー   | 三洋電機            |
| 6  | 1984 | 電電東京            | ヨネックス      | サントリー   | 三洋電機            |
| 5  | 1983 | ヨネックス          | 電電東京        | サントリー   | ヨネックス          |
| 4  | 1982 | 電電東京            | ヨネックス      | サントリー   | 三洋電機            |
| 3  | 1981 | 電電東京            | 全･日本体育大学 | サントリー   | ヨネックス          |
| 2  | 1980 | 電電東京            | ヨネックス      | 河崎ラケット | サントリー          |
| 1  | 1979 | ヨネックス･スポーツ | 電電東京        | サントリー   | ヨネックス･スポーツ |

- 過去の大会データ（個別の試合結果）